# Peter Carey
Peter Philip Carey (Bacchus Marsh, Australia, 7 de mayo de 1943) novelista y escritor de cuentos australiano nacido en Bacchus Marsh (Victoria) el 7 de mayo de 1943.
Junto a J. M. Coetzee ha ganado en dos ocasiones el premio Booker con las novelas Oscar y Lucinda y La verdadera historia de la banda de Kelly.

## Obra

### Novelas
- 1981 Bendito Harry (Bliss)
- 1985 El embaucador (Illywhacker)
- 1988 Oscar y Lucinda (Oscar and Lucinda)
- 1991 La inspectora de tributos (The Tax Inspector)
- 1994 La vida extraordinaria de Tristam Smith (The Unusual Life of Tristan Smith)
- 1997 Jack Maggs (Jack Maggs)
- 2000 La verdadera historia de la banda de Kelly (True History of the Kelly Gang)
- 2003 Mi vida de farsante (My Life as a Fake)
- 2006 Robo: una historia de amor (Theft: A Love Story)
- 2008 (His Illegal Self)
- 2010 (Parrot and Olivier in America)
- 2012 La naturaleza de las lagrimas (The Chemistry of Tears)
- 2014 (Amnesia)
- 2017 (A Long Way From Home)

### Relatos
- 1974 El supergordo (The Fat Man in History)
- 1979 (War Crimes)
- 1990 (Exotic Pleasures)

### No ficción
- 1994 (A Letter to Our Son)
- 2001 Treinta días en Sidney (30 Days in Sydney: A Wildly Distorted Account)
- 2001 (Letter From New York)
- 2005 Equivocado sobre Japón (Wrong about Japan)

### Adaptaciones cinematográficas
- 1985 Bliss (Espérame en el infierno), dirigida por Ray Lawrence.
- 1986 Dead-End Drive In (), dirigida por Brian Trenchard-Smith.
- 1991 Bis ans Ende der Welt (Hasta el fin del mundo), dirigida por Wim Wenders.
- 1997 Oscar and Lucinda (Oscar y Lucinda), dirigida por Gillian Armstrong.